# Ganesh Naik ITF Women's Tennis Tournament
Il Ganesh Naik ITF Women's Tennis Tournament è un torneo professionistico femminile di tennis giocato su campi in cemento. Fa parte dell'ITF Women's World Tennis Tour. Si gioca annualmente a Navi Mumbai in India.
L'austriaca Barbara Haas detiene il record nel singolare con tre titoli al suo attivo. Nella specialità del doppio invece son due tenniste a condividere il primato, la lettone Diāna Marcinkēviča e la russa Ekaterina Yashina con due titoli a testa.
La serba Nina Stojanovic è stata l'unica tennista a conquistare entrambi i titoli nello stesso anno.

## Albo d'oro

### Singolare
| Anno | Categoria   | Campionessa                              | Finalista                                | Punteggio                                |
| ---- | ----------- | ---------------------------------------- | ---------------------------------------- | ---------------------------------------- |
| 2023 | ITF $40.000 | Moyuka Uchijima                          | Ekaterina Makarova                       | 6–4, 6–1                                 |
| 2022 | ITF $25,000 | Valeria Savinykh                         | Priska Madelyn Nugroho                   | 6–2, 7–6(4)                              |
| 2021 | ITF $25,000 | Ekaterina Reyngold                       | Diana Marcinkevica                       | 6–3, 6–2                                 |
| 2020 | ITF $25,000 | Annullato per la pandemia di Coronavirus | Annullato per la pandemia di Coronavirus | Annullato per la pandemia di Coronavirus |
| 2019 | ITF $25,000 | Barbara Haas (3)                         | Sunam Jeong                              | 4–6, 6–2, 7–6(2)                         |
| 2018 | ITF $25,000 | Barbara Haas (2)                         | Diana Marcinkevica                       | 0–6, 6–3, 7–5                            |
| 2017 | ITF $25,000 | Gabriella Taylor                         | Diana Marcinkevica                       | 4–6, 7–6(7), 6–3                         |
| 2016 | ITF $25,000 | Jia-Jing Lu                              | Tamara Zidansek                          | 6–3, 6–1                                 |
| 2015 | ITF $25,000 | Barbara Haas (1)                         | Aryna Sabalenka                          | 7–6(2), 7–6(6)                           |
| 2014 | ITF $25,000 | Nina Stojanovic                          | Natela Dzalamidze                        | 3–6, 6–1, 6–4                            |
| 2013 | ITF $25,000 | Rika Fujiwara                            | Magda Linette                            | 2–6, 7–6(5), 7–6(4)                      |

### Doppio
| Anno | Categoria   | Campionesse                                  | Finaliste                                | Punteggio                                |
| ---- | ----------- | -------------------------------------------- | ---------------------------------------- | ---------------------------------------- |
| 2023 | ITF $40.000 | Kamilla Bartone Ekaterina Makarova           | Funa Kozaki Misaki Matsuda               | 6–3, 1–6, [10–7]                         |
| 2022 | ITF $25,000 | Priska Madelyn Nugroho Ekaterina Yashina (2) | Ankita Raina Prarthana G Thombare        | 6–3, 6–1                                 |
| 2021 | ITF $25,000 | Zhibek Kulambayeva Diāna Marcinkēviča (2)    | Anna Danilina Valeriya Strakhova         | 6–3, 4–6, [10–6]                         |
| 2020 | ITF $25,000 | Annullato per la pandemia di Coronavirus     | Annullato per la pandemia di Coronavirus | Annullato per la pandemia di Coronavirus |
| 2019 | ITF $25,000 | Pei-chi Lee Fang-Hsien Wu                    | Olga Doroshina Shalimar Talbi            | 6–2, 6–2                                 |
| 2018 | ITF $25,000 | Albina Khabibulina Ekaterina Yashina (1)     | Berfu Cengiz Jessy Rompies               | 6–2, 6–1                                 |
| 2017 | ITF $25,000 | Georgina Garcia-Perez Diāna Marcinkēviča (1) | Pranjala Yadlapalli Tamara Zidansek      | 6–0, 6–1                                 |
| 2016 | ITF $25,000 | Ji-Hee Choi Na-ri Kim                        | Sviatlana Pirazhenka Anastasia Pribylova | 6–4, 7–6(5)                              |
| 2015 | ITF $25,000 | Sowjanya Bavisetti Karman Kaur Thandi        | Georgina Garcia Perez Beatrice Gumulya   | 5–7, 6–2, [10–8]                         |
| 2014 | ITF $25,000 | Despina Papamichail Nina Stojanovic          | Miyabi Inoue Miki Miyamura               | 7–6(5), 6–2                              |
| 2013 | ITF $25,000 | Jocelyn Rae Anna Smith                       | Oksana Kalašnikova Diāna Marcinkēviča    | 6–4, 7–6(5)                              |